# Mark Keller
Mark Keller, a właściwie Marko Keller (ur. 5 maja 1965 w Überlingen) – niemiecki aktor telewizyjny, scenarzysta i producent filmowy.

## Życiorys
Pracował jako mechanik samochodowy i naprawiał oraz dokonywał przeglądu samochodów i innych pojazdów mechanicznych, zanim w latach 1985–1987 studiował aktorstwo we Freiburger Schauspielschule we Fryburgu Bryzgowijskim. Był liderem i wokalistą big-bandu.
W 1989 pojawił się w programie rozrywkowym Rudi Carrell zaprasza (De Rudi Carrell Show), gdzie wykonywał przeboje Deana Martina. Wystąpił w roli animatora wakacyjnego klubu w serialu ARD Gwiazda południa (Sterne des Südens, 1992–1993). W serialu RTL Kobra – oddział specjalny (Alarm für Cobra 11, 1997–1999) zagrał postać policjanta André Fuxa. Debiutował na dużym ekranie w dreszczowcu Kocham cię, kochanie (I Love You, Baby, 2000).
Podczas Wielkanocy 2020 wystąpił w roli Judasza w telewizyjnym widowisku RTL Pasja.
Żonaty z Tülin, ma dwóch synów – Aarona (ur. 1 lutego 1993) i Joshuę.

## Dyskografia
- You´ll Never Find (Another love …) – Radio Mix
- You´ll Never Find – Diggler 54 Studio Remix
- Let me be the one
- Let me be the one – Acoustic Version
- Can´t take my eyes off you

## Filmografia
- 1993–95: [[]] jako Lukas Thorwald
- 1997–99: Kobra – oddział specjalny (Alarm für Cobra 11) jako André Fux
- 1998: Klaun jako André Fux
- 2008: Śmiercionośny ładunek jako kierowca[5][6]
- 2008–: Górski lekarz (Der Bergdoktor) jako dr Alexander Kahnweiler
- 2013: Kobra – oddział specjalny odc. Zmartwychwstanie (Auferstehung) jako André Fux